# Cratoptera vestianaria
Cratoptera vestianaria är en fjärilsart som beskrevs av Herrich-Schäffer 1858. Cratoptera vestianaria ingår i släktet Cratoptera och familjen mätare. Inga underarter finns listade i Catalogue of Life.